# Gronigo & Cie
 (mars 2022).
 (avril 2023).
Gronigo & Cie est une émission de télévision jeunesse québécoise diffusée du 3 septembre 1979 au 25 mai 1984, d'abord sur Télé-Capitale pour sa première saison, puis sur le réseau TVA.

## Synopsis
Diffusée du lundi au vendredi à 15 h 30, l'émission abordait chaque semaine un nouveau thème, autour duquel se greffaient des chansons ainsi que des jeux musicaux et dramatiques. L'émission mettait en vedette Gronigo, Chifonie, Turluson et le professeur Toutenson, présentant une foule de chansonnettes, d'histoires, de musique et de notes gaies.
Dès sa première année de parution, Gronigo & Cie remporta le titre de la meilleure émission pour enfants au pays dans le cadre du festival Can-Pro. Par la suite, Gronigo s'appropria encore le titre à deux reprises.

## Fiche technique
- Réalisation : Clara Welsh
- Coordination : Denis Drolet et Louis Vaillancourt
- Production : Télé-Capitale
- Rédacteur de canevas : Denis Drolet[1]

## Distribution
- Mario Audet : Professeur Toutenson
- Gilles Maltais : Turluson
- Martine Ouellet : Chifonie
- Réjean Vigneault : voix de Gronigo

## Produits dérivés
Trois disques 33 tours ont été mis sur le marché en 1981, 1983 et 1984.